# Cantó de Domart-en-Ponthieu
El cantó de Domart-en-Ponthieu és un cantó francès del departament del Somme, situat al districte d'Amiens. Té 20 municipis i el cap és Domart-en-Ponthieu.

## Municipis
- Berneuil
- Berteaucourt-les-Dames
- Bonneville
- Canaples
- Domart-en-Ponthieu
- Fieffes-Montrelet
- Franqueville
- Fransu
- Halloy-lès-Pernois
- Havernas
- Lanches-Saint-Hilaire
- Naours
- Pernois
- Ribeaucourt
- Saint-Léger-lès-Domart
- Saint-Ouen
- Surcamps
- Vauchelles-lès-Domart
- La Vicogne
- Wargnies

## Història
| Data d'elecció                           | Identitat          | Partit | Qualitat |
| ---------------------------------------- | ------------------ | ------ | -------- |
| 1945-1959                                | Jean Martin        | PCF    |          |
| 1959-1976                                | René Lamps         | PCF    |          |
| 1976-2008                                | Gilbert Temmermann | PS     |          |
| 2008-                                    | Dominique Proyart  | PS     |          |
| les dades anteriors no són pas conegudes |                    |        |          |
|                                          |                    |        |          |

## Demografia
| A partir de 1990: Població sense dobles comptes |